# Podocarpus lucienii
Podocarpus lucienii — вид хвойних рослин родини подокарпових.

## Поширення, екологія
Країни поширення: Нова Каледонія. Цей вид зустрічається головним чином в гірських дощових лісах і на ультрамафічних і на кислих субстратах.

## Загрози та охорона
Ніяких конкретних загроз виявлено не було для цього виду. Вид був записаний з охоронних територій на північному сході.